# The Hanging Garden (film)
Pour la chanson de The Cure, voir The Hanging Garden.
Pour plus de détails, voir Fiche technique et Distribution.
The Hanging Garden est un film canadien réalisé par Thom Fitzgerald, sorti en 1997.

## Synopsis
William, un homme homosexuel autrefois adolescent dépressif, revient dans la ville de sa jeunesse et doit se confronter à son passé.

## Fiche technique
- Titre : The Hanging Garden
- Réalisation : Thom Fitzgerald
- Scénario : Thom Fitzgerald
- Musique : John Roby
- Photographie : Daniel Jobin
- Montage : Susan Shanks
- Production : Thom Fitzgerald, Louise Garfield et Arnie Gelbart
- Société de production : Alliance Communications Corporation, Channel Four Films, Cineplex Odeon Films, Emotion Pictures, Galafilm Productions, Odeon Films, Triptych Media et Téléfilm Canada
- Pays de production :  Canada et  Royaume-Uni
- Genre : Drame et romance
- Durée : 91 minutes
- Dates de sortie : 
  - États-Unis : 7 novembre 1997

## Distribution
- Chris Leavins : Sweet William
- Kerry Fox : Rosemary
- Peter MacNeill : Whiskey Mac
- Joel Keller : Fletcher
- Ian Parsons : Sweet William enfant
- Troy Veinotte : Sweet William adolescent
- Sarah Polley : Rosemary adolescente
- Mark Austin : le pasteur
- Heather Rankin : Black-Eyed Susan
- Christine Dunsworth : Violet
- Seana McKenna : Iris
- Joan Orenstein : Grace
- Ashley MacIsaac : Basil
- Jocelyn Cunningham : Laurel
- Jim Faraday : M. MacDougal
- Renee Penney : Grace, la nonne
- Martha Irving : Dusty Miller
- Annabelle Dexter : Bud

## Distinctions
Le film a été nommé pour onze prix Génie et en a reçu quatre - meilleure actrice dans un second rôle pour Seana McKenna, meilleur acteur dans un second rôle pour Peter MacNeill, meilleur scénario et meilleur montage - ainsi que le prix Claude-Jutra.